# Hope Mars Mission
Emirates Mars Mission (arabă: مشروع الإمارات لاستكشاف المريخ) este o misiune fără echipaj uman a Agenției spațiale a Emiratelor Unite de explorare a planetei Marte. Orbitatorul Hope  (arabă: مسبار الأمل, Misbar Al-Amal) a fost lansat la 19 iulie 2020, și a ajuns la Marte pe 9 februarie 2021.
Proiectarea, dezvoltarea și operațiunile misiunii sunt conduse de Centrul Spațial Mohammed bin Rashid (MBRSC). Sonda spațială a fost asamblată la Laboratorul pentru fizică atmosferică și spațială (LASP) de la Universitatea din Colorado Boulder, cu sprijinul Universității de Stat din Arizona (ASU) și a Universității din California, Berkeley.
Sonda spațială va studia ciclurile zilnice și sezoniere meteorologice, evenimente meteorologice în atmosfera joasă, cum ar fi furtuni de praf și modul în care vremea variază în diferite regiuni ale planetei. Va contribui la îmbunătățirea cunoștințele noastre despre pierderea de hidrogen și oxigen atmosferic pe Marte și alte posibile motive din spatele schimbărilor climatice drastice ale planetei. Misiunea este realizată de o echipă de ingineri din Emiratele Arabe Unite în colaborare cu instituții de cercetare străine.
Hope a fost prima dintre cele trei misiuni spațiale trimise spre Marte în timpul ferestrei de lansare din luna iulie 2020, cu misiuni lansate și de agențiile spațiale naționale din China (Tianwen-1) și Statele Unite (Mars 2020, roverul său Perseverance și drona elicopter Ingenuity). Nava spațială a fost lansată de la Centrul Spațial Tanegashima din Japonia cu o rachetă japoneză, vehiculul de lansare Mitsubishi Heavy Industries H-IIA. Toate cele trei misiuni au ajuns în februarie 2021. Misiunea Marte a Emiratelor a fost prima dintre cele trei care a ajuns pe Marte, efectuând cu succes o manevră de intrare pe orbită la 9 februarie 2021.
La 9 februarie 2021, Emiratele Arabe Unite a devenit prima țară arabă și a cincea țară care a ajuns pe Marte și a doua țară care a intrat cu succes pe orbita lui Marte la prima încercare. (India fiind prima cu misiunea sa Mars Orbiter Mission)